# Nabis (Sparte)
Pour les articles homonymes, voir Nabis.

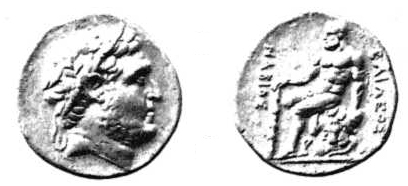
Monnaie à l'effigie de Nabis, portant la mention, « roi ».

Nabis fut le dernier roi de Sparte, il régna de 207 à 192 av. J.-C. Prétendant descendre de la dynastie des Eurypontides. Il entra en guerre contre la Ligue achéenne, alliée aux Romains. Sa défaite marqua le déclin définitif de Sparte, qui perdit son indépendance politique.

## Famille
Il est le fils de Démarate (Demaratos), un aristocrate spartiate probablement descendant du roi Démarate. Son épouse, Apéga, est la fille d'Aristippe II (Aristippos), tyran d'Argos en -240.
De son épouse, il a deux enfants:
- un fils, Armenas ;
- une fille, qui épouse son oncle Pythagoras, le fils d'Aristippe II.

## Biographie
Il tenta la dernière réforme susceptible de rendre à Sparte au moins une partie de son ancienne puissance. Pour ce faire, il abolit dans un premier temps le système monarchique spartiate traditionnel. Il reconstitua un corps de 6 000 citoyens, en intégrant notamment des hommes de classes « inférieures », les périéques, et réussit à former une armée pouvant aller jusqu'à 15 000 soldats. Mais il ne put faire face aux ambitions des grandes puissances régnant sur le Péloponnèse, en particulier Rome et le royaume de Macédoine.
Il devint en 197 l'allié de Philippe V, qui lui confia Argos, puis il se rallia aux Romains dans l'espoir de demeurer maître de la cité. Mais, une fois la deuxième guerre de Macédoine terminée, Titus Quinctius Flamininus décida de l'obliger à libérer Argos. En 195, les Romains avec leurs alliés grecs assiégèrent Sparte. Nabis fut contraint de se rendre, de libérer Argos et de subir un traité onéreux. Pour convaincre les Grecs de participer à la lutte contre Nabis, le consul mit en évidence le danger pour les démocraties grecques de la présence d'une tyrannie et d'un prince hellénistique. Mais quand il fut obligé de faire le siège de Sparte, il accepta que Nabis conserve le trône. Lorsque la ligue étolienne commença à dresser les cités grecques contre Rome et appela Antiochos III, Nabis entra alors en guerre contre la ligue achéenne. Battu par Philopœmen, il demanda l'aide des Étoliens. Aleximène, le chef des 1 000 fantassins envoyés, assassina Nabis en 192 av. J.-C. Le but de cet acte fut de se concilier les Spartiates et les amener à combattre contre Rome. Cependant, les espérances des Étoliens furent vaines. Les Spartiates furieux de cette trahison envers leur roi mirent à mort tous les Étoliens qui avaient commencé à piller la cité puis ils décidèrent de s'allier aux Romains.
Nabis aurait été un dirigeant cruel même s'il faut considérer que les rares sources littéraires le concernant, notamment Polybe, appartenaient toutes aux partis adverses.

## Contexte d'arrivée au pouvoir
À l'avènement de Nabis, Sparte était une cité considérablement affaiblie. En effet le déclin de la cité commença à la suite de la bataille de Sellasie en 222 av. J.-C., où Sparte fut écrasée par Antigone III Doson. Cléomène III, roi de Sparte, fut contraint à l'exil, les mesures sociales et économiques mises en place par le prince hellénistique dans la cité ainsi que la royauté furent abolies. Des garnisons macédoniennes occupèrent également Sparte. Cette période de renversement géopolitique et militaire marquait le début de plus de quinze années d'instabilité politique et de misère sociale. Beaucoup d'opportunistes profitèrent de ces inconstances pour accaparer le pouvoir et instaurer un nouvel ordre politique et social dans l'espace lacédémonien. Leurs stratégies passaient le plus souvent par l'évincement d'un certain nombre d'éphores et de membres de la Gérousia. À cela s'ajoutait une nouvelle forme de contestation sociale, la royauté et les grandes lignées royales comme les Eurypontides furent fortement remis en cause. Ainsi, ces troubles encouragèrent une succession de personnalités politiques aux commandes de Sparte. Il y eut notamment Agésipolès, Lycurgue, Chilon et enfin Makhanidas qui mourut face à Philopoemen durant la bataille de Mantinée. Nabis succéda à ce dernier. En 207 av. J.-C. à son arrivée sur le trône, la principale nécessité fut de consolider un pouvoir royal diminué, de reconstituer un corps civique appauvri et finalement de restaurer la puissance militaire spartiate afin de reprendre pied dans le Péloponnèse.

## Le règne de Nabis

### Politique, gestion et administration
Dès son acquisition du titre de roi de Sparte, Nabis entreprit des réformes dans la même logique politique que Cléomène III. Il s'entoura premièrement d'une garde personnelle, et centra le pouvoir décisionnel sur la figure du roi en abolissant la double royauté traditionnelle de Sparte. Pour ce faire à son tour il écarta des Éphores et les membres influents de la Gérousia pour s'entourer d'une assemblée de citoyens désignés, et usa de la censure, la menace ou encore la répression. Par ailleurs il convoqua à plusieurs reprises cette dernière, mais demeurait le seul décisionnaire. Par cela Nabis peut être qualifié de monarque, d'autant plus que sur les pièces retrouvées à son effigie, il apparaît portant les insignes royaux et le titre de "Basileus". Afin de redensifier un corps civique en déclin, il affranchit des esclaves et accorda la citoyenneté et des terres (Kléros) aux Hilotes. Il encouragea également les unions entre affranchis et citoyens afin de pallier le problème d'oliganthropie de Sparte. Nabis fut aussi à l'initiative d'un élan d'urbanisme moderne à Sparte, spécifiquement en 195 av. J.-C. où il renforça les remparts de la cité. Militairement, soucieux de retrouver une place de premier plan dans la géopolitique du monde grec, il engagea plus de 3000 mercenaires aux côtés des 10 000 soldats spartiates. Ces renouvellements militaires, les alliances avec les Étoliens et plus généralement toutes ces réformes et la gestion de Sparte constituaient l'idéologie de l'ère de Nabis : une politique sociale, d'expansion et d'adhésion à la conception d'un souverain hellénistique. Finalement sur de nombreux points Nabis s'apparentait à la figure d'un Hégémon hellénistique, à un chef militaire désireux de propulser Sparte à la hauteur des autres cités et royaumes hellénistiques.

### Économie
Depuis Cléomène III et toutes ces guerres incessantes, la cité traversait une grande crise financière. Pour faire face à ces problèmes économiques, Nabis mena une grande campagne de taxation sur les citoyens les plus riches, ainsi que sur les grands propriétaires fonciers. Pour entretenir l'armée, les cultes, les institutions et payer les mercenaires, le prince exila un grand nombre de ces citoyens appartenant à l'aristocratie spartiate (élite du corps civique) afin de récupérer des lots et richesses foncières. Il redistribua la plupart de ces terres et donna à des Hilotes devenus citoyens des Kléros, ce qui valut d'ailleurs au roi d'être très populaire au sein des populations les plus pauvres. Dans sa stratégie de relance économique le souverain annula également tous les emprunts. Ce renouveau du système économique lacédémonien s'est aussi mis en place par le progressif déclin de l'Hilotisme. C'est sous Nabis que la cité s'inséra comme ses homologues grecques dans l'achat et la vente d'esclaves normalisés. Mais pour rebâtir ses finances, Sparte développa surtout des activités de piraterie avec l'apparition d'une flotte spartiate spécialisée, qui fut nécessaire notamment pour l'approvisionnement des marchés de Délos. L'usage de la piraterie grâce à l'ouverture que proposait la Messénie permettait également un contrôle accru des voies maritimes. Les Lacédémoniens pratiquaient également beaucoup d'échanges commerciaux, grâce au Gythéion qui constituait un point de convergence des flux maritimes.
D'autres exercices furent aussi développés tels que l'artisanat ou encore l'exploitation minière (Pôros), comme ce fut probablement le cas en Laconie avec le "Rosso Antico".
Il est alors certain que Nabis stimula considérablement une économie spartiate à l'agonie, néanmoins quelques limites peuvent être apportées à cet essor, car la cité demeurait dépendante économiquement de ses ports et des importations étrangères. De plus en dépit de la redistribution des territoires fonciers, Nabis n'a en aucun cas cherché à faire disparaître les inégalités socio-économiques à Sparte. Enfin, les mercenaires engagés par Nabis, les projets d'urbanisme, de remparts ainsi que la guerre contre le Koinon Achaien et la seconde Guerre de Macédoine ont inévitablement constitué des freins à l'émergence économique de la cité.

## Le récit de Polybe
Les sources évoquant le règne de Nabis nous proviennent majoritairement des écrits de Polybe. Cependant celui-ci manque considérablement d'objectivité dans son récit, notamment parce qu'il fut un partisan des Achéens. Son discours décrit Nabis comme un être pervers et dénué d'humanité. Par ailleurs Polybe l'associe à la figure du tyran, notamment car Nabis fit abolir le système de double royauté, exila des Homoioi, pilla et assassina des membres de l'aristocratie et des descendants de familles royales. De plus, beaucoup d'historiens, dont Nikos Birgalias, supposent que ce portrait si néfaste que dresse Polybe à l'égard de Nabis provenait du fait que le prince se conféra le droit d'altérer les catégories sociales établies, en attribuant à de nombreux Hilotes le statut d'homme libre et parfois même de citoyen. Cela, jugé inacceptable pour des Grecs, justifia probablement le titre de tyran donné à Nabis. Cependant, ce dénigrement constant de Polybe envers le Roi spartiate rend pour de nombreux historiens tels que Pierre Brulé, une vérité historique difficile à cerner pour le cas de Nabis. Pour nuancer ce propos, la plupart des chercheurs s'accordent malgré ces déboires pour dire que Nabis eut un soutien général à sa politique dite "sociale", en particulier durant les guerres menées par le roi. Cette popularité s'explique surtout par cette idéologie omniprésente qui fut celle de Nabis, de redynamiser un corps civique faible, reconstruire une puissance militaire, des institutions, une administration d'Etat, et finalement d'asseoir une nouvelle autorité lacédémonienne dans le monde grec. Par la suite beaucoup d'historiens antiques ont aussi relaté les chroniques de Nabis comme Tite Live, qui reprit à son compte le même schéma de pensée que Polybe.

## Source antiques
- Polybe, Histoires [détail des éditions] [lire en ligne], XIII.
- Tite-Live, Histoire romaine [détail des éditions] [lire en ligne], XXXIV-XXXV.